# 王玙
王玙（？—768年7月6日），中国唐朝官员，因研究巫术及为唐肃宗雇用巫师而受其宠信并拜为宰相。

## 家世
王玙生年不详，为武则天年间宰相王方庆五世孙，而王玙除了高祖父王曒官至潞州刺史、祖父王仲连官至扬府录事参军外，曾祖父王宠、父亲王绍都没有仕官的记载。王玙年轻时学礼，研究进行祠祭仪式的合适时间。

## 唐玄宗年间
唐玄宗开元（713年—742年）末年，玄宗推崇老子道学，喜好神仙之事。二十五年（737年），王玙在太常博士任上上言请求在京城长安东郊筑春坛祭祀青帝，玄宗采纳，擢升他为侍御史，充祠祭使。他因为玄宗作祭祀词而得圣宠。自汉朝以来有办丧事时烧纸钱的风俗，王玙将这一风俗带到了官场。王玙祈祷或焚纸钱类似巫师所为，学礼者认为这种行为很羞耻。

## 唐肃宗和唐代宗年间
唐肃宗至德元年（756年），王玙累迁太常卿，也因祭神祈福而得宠。乾元元年（758年）五月，肃宗罢宰相崔圆、李麟，而以时任太常少卿、知礼仪事的王玙为中书侍郎、同中书门下平章事，为实质宰相。王玙本就缺乏名望，不被称誉，拜相后，因无能，声誉更差。从此宫禁中日夜祈祷祭祀，宦官用事且受供很多，群臣不敢劝谏。当时正值安史之乱，归降的叛将们不自安，而三司却连年用刑，将很多归降叛将都处死。王玙对议论有耳闻，请求下诏从此三司讯问无果的，一律释放免罪，以此收揽人心。但叛军还是害怕被诛杀而不肯投降，兵祸仍旧无法缓解。
六月，在王玙建议下，肃宗在长安南郊之东置太一神坛，并亲自祭祀，命王玙代行祭祀之事。肃宗病，太卜称是山川作祟，王玙遣女巫在宦官保护下穿华服乘驿车分别去天下名山大川祈祷。这些女巫趁机向地方官员索贿。其中一个盛年女巫美丽而淫邪，有数十恶少相随，奸诈不法。她驰入黄州，在传舍住下。早上刺史左震来传舍请事，发现门锁着，大怒，破锁而入，将女巫斩杀于庭下，并杀随从少年，没收其赃物十余万。随后左震上书请求以赃钱代贫民租税，并遣宦官回京。肃宗采纳，却没有处罚王玙。次年（759年）正月，肃宗从王玙言，祀九宫贵神。二月，遣王玙与侍中苗晋卿分录囚徒。三月，罢王玙为刑部尚书。
先前彭王府谘议参军韩滉兄知制诰韩汯起草王玙拜官之词的时候不加虚美之辞，王玙很记恨他，拜相后，诸使奏用韩滉兄弟时，王玙都授以冗官。王玙罢相后，群臣们都认为韩滉受屈，韩滉才得以升为殿中侍御史。
同年七月，王玙被任为兼蒲州刺史、充蒲同绛等州节度使。三年（760年）四月，在刑部尚书任上改太常卿。上元二年（761年），兼扬州长史、御史大夫，充淮南节度使。一次肃宗行完南郊礼，以王玙为使持节都督越州诸军事、越州刺史，充浙江东道节度观察处置使，以本官兼御史大夫，仍任祠祭使。奏王栖曜为马军兵马使。后又被召回为太子少保，转太子少师。唐代宗大历三年六月卒。赠开府仪同三司，谥简怀。曾孙王抟，为唐末唐昭宗年间宰相。

## 评价
- 《旧唐书》
  - 史臣曰：蒸尝礿祀，前王制以奉先；怪力乱神，宣圣鄙而不语。凡云左道，固有旧章。玙假于鬼神，乃至将相，既处代天之位，爰滋乱政之源。
  - 赞曰：玙、（李）泌、（崔）造、（关）播，俱非相材。[4]

## 子孙
- 王及，中书舍人
  - 王鐬，右谏议大夫
    - 王抟，唐昭宗宰相

  - 王鍼
    - 王莓
      - 王参、王损、王拯
- 王乂